# اوچ تاش
اوچ تاش یک روستا در ایران است که در دهستان قلعه‌جوق واقع شده‌است. اوچ تاش ۲۹۴ نفر جمعیت دارد.از بزرگان  این روستا  حاج نبی الله رحیمی  حاج  احمد  رحیمی  تاش  .کربلایی  حسینعلی فرضی  و دیگر بزرگان هستند